# Angela Griffin
Angela Mellissa Griffin (Leeds, 19 juli 1976) is een Britse actrice.

## Biografie
Griffin werd geboren in Leeds waar zij de middelbare school doorliep aan de Leeds West Academy. Zij is in 2006 getrouwd en heeft twee kinderen.
Griffin begon in 1992 met acteren in de televisieserie Coronation Street, waar zij tot en met 2019 in 327 afleveringen speelde. Hierna speelde zij nog meerdere rollen in televisieseries en films, zoals in Holby City (1999-2001), Waterloo Road (2006-2010) en Lewis (2014-2015).

## Filmografie

### Films
Uitgezonderd korte films.
- 2022 Your Christmas or Mine? - als Kath
- 2022 Choose or Die - als Thea
- 2021 Help - als Tori
- 2021 The Hollow - als ??
- 2008 Last Chance Harvey - als Melissa
- 2005 Open Wide - als Sally Tonkin
- 2003 Spoilt - als Caitlin
- 1997 Coronation Street: Viva Las Vegas! - als Fiona Middleton

### Televisieseries
Uitgezonderd eenmalige gastrollen.
- 2023 Waterloo Road - als Kim Campbell - 7 afl.
- 2022 The Suspect - als Melinda - 3 afl.
- 2021 Crime - als Trudi Lowe - 6 afl.
- 2020 Dun Breedin' - als Susie Daniels - 9 afl.
- 2020 White Lines - als Anna - 9 afl.
- 2019 Harlots - als Elizabeth Harvey - 8 afl.
- 1992-2019 Coronation Street - als Fiona Middleton - 475 afl.
- 2019 Wild Bill - als Lisa Cranston - 5 afl.
- 2019 Turn Up Charlie - als Astrid - 7 afl.
- 2018 The Detail - als rechercheur Stevie Hall - 10 afl.
- 2016 Ordinary Lies - als Jenna - 6 afl.
- 2016 Brief Encounters - als Nita - 6 afl.
- 2014-2015 Lewis - als DS Lizzie Maddox - 12 afl.
- 2008-2013 Postman Pat: Special Delivery Service - als Amy Wrigglesworth / Lizzy Taylor (stemmen) - 20 afl.
- 2005-2013 Postman Pat - als Amy Wrigglesworth / Lizzy Taylor (stemmen) - 16 afl.
- 2011-2012 Mount Pleasant - als Shelley - 18 afl.
- 2006-2010 Waterloo Road - als Kim Campbell - 50 afl.
- 2009 Boy Meets Girl - als Fiona - 4 afl.
- 2002-2005 Cutting It - als Darcey Henshall - 25 afl.
- 2003-2004 Down to Earth - als Frankie Brewer - 16 afl.
- 2001-2002 Babyfather - als Chantelle - 12 afl.
- 2001 Waking the Dead - als Marina Coleman - 2 afl.
- 1999-2001 Holby City - als Jasmine Hopkins - 52 afl.
- 1993 Emmerdale - als Tina - 2 afl.

- International Standard Name Identifier: 0000 0001 3359 3664
- Library of Congress Control Number: no2012123217
- MusicBrainz: a349a714-8edf-4a09-a854-89986dd5b0e5
- Virtual International Authority File: 264603767
- WorldCat: E39PBJdh6tfR9Vygh8Jbthdfbd